# Polygala trichosperma
Polygala trichosperma là một loài thực vật có hoa trong họ Polygalaceae. Loài này được L. miêu tả khoa học đầu tiên năm 1768.